# Juicio investigador
El juicio investigador es una creencia distintiva de la Iglesia Adventista del Séptimo Día, que afirma que el juicio divino de los cristianos profesos ha estado en progreso desde 1844. Está íntimamente relacionado con la historia de la Iglesia y fue descrita por la pionera y profetisa adventista Ellen G. White como uno de los pilares del adventismo. La creencia es un componente esencial para comprender la doctrina más amplia del Santuario celestial.
La enseñanza del juicio investigador fue el foco de la controversia de Glacier View que ocurrió en 1980, cuando al teólogo adventista Desmond Ford le fueron retiradas sus credenciales ministeriales después de criticar abiertamente la doctrina. Mientras que la mayoría de los adventistas aceptan la doctrina y la iglesia ha reafirmado su posición desde 1980, el sector progresista de la iglesia sigue criticando esta doctrina.
De acuerdo a una encuesta del año 2002, los líderes de las iglesias locales estimaron que el 86% de los miembros de iglesia aceptan esta doctrina, aunque 35% cree que puede haber más de una interpretación para la creencia del Santuario.

## Definición
La creencia se encuentra inmersa dentro de la Creencia N° 24, El ministerio de Cristo en el Santuario celestial, que según afirma el Manual de Iglesia, desde 1844 Jesús se encuentra en el Lugar santísimo del Santuario celestial, llevando a cabo la "obra de un juicio investigador, que forma parte de la eliminación definitiva del pecado, prefigurada por la purificación del antiguo santuario hebreo en el Día de la Expiación". El teólogo adventista Clifford Goldstein la define de la siguiente manera:

"El juicio investigador es un juicio que se lleva a cabo en el cielo antes de la segunda venida de Cristo (Daniel 7; Apocalipsis 14:6), durante el cual todos los verdaderos seguidores de Dios serán juzgados favorablemente delante del universo
observador (“Hasta que vino el Anciano de días, y pronunció juicio en favor de los santos del Altísimo”; “Millones de millones asistían ante él”; “Ninguna condenación hay para los que están en Cristo Jesús” [véase Daniel 7:22,10 (NRV); Romanos 8:1]). Durante este juicio la vida de todos los que han profesado servir al Dios viviente —y por lo tanto sus nombres están escritos en el Libro de la Vida— pasa en revista delante de Dios (“Y otra vez: el Señor juzgará a su pueblo” [Hebreos 10:30]), quien finalmente determina si se han vestido o no con el ropaje de su justicia (Mateo 22:1-14). Si están revestidos con [el ropaje de] su justicia y son verdaderos seguidores de Cristo, entonces sus nombres son retenidos en los libros del cielo (Daniel 12:1; Apocalipsis 21:27), son borrados sus pecados (“Para que sean borrados vuestros pecados” [Hechos 3:19]), y se les dará entrada en la Nueva Jerusalén. Sin embargo, si su profesión no ha sido sino eso, una mera profesión, desprovista del manto de la justicia de Cristo, entonces sus nombres serán borrados del Libro durante este juicio (Apocalipsis 3:5), y se les negará la entrada en la Nueva Jerusalén".
(Goldstein, 1994, p. 37)

## Historia
El énfasis de esta creencia ha evolucionado a través del tiempo, pero la base es la misma. El año 1844 es considerado por los adventistas como el año en que Jesús comenzó la segunda fase y final de su ministerio en el Lugar Santísimo en el Santuario celestial, lo que en el Antiguo Testamento era simbolizado por el Día de la Expiación descrito en Levítico 16.  En los años posteriores a la Segunda Guerra Mundial, se veía el tema del juicio investigador como algo muy severo y, en consecuencia, muchos adventistas no tenían certeza de la salvación. Desde el conflicto de Glacier View (Véase la sección sobre Desmond Ford más abajo), la enseñanza ha sido cada vez más entendida como Dios del lado de la gente.  Hoy en día la enseñanza tiene un sentido que apunta más a la gracia que en los años 1960s y 1970s. Se entiende que el juicio es “a favor” del pueblo de Dios.
Smuts van Rooyen señala:

[Una] "serie de cambiantes interpretaciones hemos dado a esta profecía desde la Segunda Venida, a la Puerta cerrada, al Juicio investigador, a la purificación del Templo viviente, a la Vindicación del carácter de Dios, al simple juicio antes de la venida…"
If We Had Another Chance..(Si tuviéramos otra oportunidad)

### Orígenes
William Miller y sus seguidores, el Movimiento Millerista el cual consistía de unos 50.000 creyentes(White ,  1954, p. 375 ¶ 3) que esperaban el retorno de Jesús a la tierra el 22 de octubre de 1844.  Ellos había llegado a esta fecha, tras la interpretación de Daniel 8:14. Entendieron que los 2.300 días que allí se mencionan representaban 2.300 años (de acuerdo al principio día por año de interpretación profética), un periodo de tiempo que se extendió desde los tiempos bíblico hasta el s. XIX. Sin embargo, Miller no había sido el primero en llegar a esta interpretación, como él mismo lo enfatizó. Otros habían concluido primeramente que un período profético de 2.300 años debería concluir "alrededor del año 1843" (La primera estimación de Miller).
Al no volver Jesús como esperaban (evento que en el Adventismo se conoce con el nombre de Gran chasco), surgieron muchas explicaciones alternativas a la profecía. La mayoría de los milleristas abandonaron la fecha 1844; sin embargo, cerca de 50 miembros de los cerca de 50 000 del grupo principal (incluyendo a Hiram Edson y O. R. L. Crosier) concluyeron que el evento predicho en Daniel 1:14 no se refería a la segunda venida y "purificación de la Tierra como Santuario", sino que correspondía a la entrada de Cristo al Lugar santísimo del Santuario celestial. En particular, Edson afirmó haber tenido una visión mientras cruzaba un maizal de su propiedad la mañana siguiente al Gran chasco, revelación que según ellos llevó al estudio de la Biblia con otros milleristas para confirmar la validez de dicha visión y su significado.
La visión de Edson se volvió un fundamento para la doctrina del Santuario celestial en el movimiento adventista, y la gente que la defendía se convirtió en el grupo fundador de la Iglesia Adventista del Séptimo Día. La revelación fue alentadora para este grupo. Como Ellen White escribió más tarde, "Las escrituras que, sobre todas otras, han sido el fundamento y pilar central fue la declaración 'Hasta dos mil trescientas tarde y mañanas, y luego el Santuario será purificado'." (citando Daniel 8:14) También se refirió al criticismo que despertaría esta creencia.
James White, Crosier, y también Uriah Smith apoyaron la creencia. Algunos críticos acusaron a Ellen White de plagio a Uriah Smith y otros autores sobre está materia. Dichas afirmaciones fueron refutadas por James Whtie en 1851.
Los milleristas inicialmente sostenían que aunque la Segunda Venida de Jesús no había ocurrido el 22 de octubre de 1844, si habían sido probados ese día. Para esta creencia se basaron en Mateo 25 en donde se menciona que se cierra la puerta de la salvación, en la parábola de las diez vírgenes. Este grupo creía que era muy tarde para ser salvos si no habían pasado por la experiencia millerista, mientras ellos aún esperaban el pronto regreso de Jesús mientras estaban vivos. Sin embargo, pronto empezaron a experimentar que algunas de las personas con los que se comunicaban empezaron a aceptar a Cristo y a convertirse. La interpretación de el ministerio de Cristo en la purificación del Santuario celestial les dio un marco teológico para entender esto. Esta teología de la puerta cerrada estaba relacionada con la doctrina del Santuario.  Esta posición teológica fue abandonada en 1850.
Robert W. Olson escribió en 1982 un documento informativo mientras ejercía el cargo de director del Patrimonio White:

Mientras el termino "puerta cerrada" en un comienzo era usado para indicar el tiempo de prueba en 1844, luego adquirió el significado del término del ministerio de Cristo en el lugar Santo del Santuario celestial. Representó un cambio en el ministerio de Cristo en el cielo el 22 de octubre de 1844.

Con el tiempo, los adventistas llegaron a creer que la "purificación" del Santuario celestial incluye un trabajo de juicio como se ilustra en la escena de Daniel 7:9-12 inmediatamente antes de la segunda venida de Jesús descrita en Daniel 7:13-14.  A partir de 1850, J. N. Loughborough and Uriah Smith comenzaron a enseñar que un juicio había comenzado en 1844 cuando Cristo entró al Lugar Santísimo del Santuario Celestial. Consecuentemente, en 1857, James White escribió en la Review and Herald (actualmente conocida como la Revista Adventista) que un "juicio investigador" estaba tomando lugar en el cielo, en el que las vidas de los creyentes profesos sería revisadas ante Dios. Esta es la primera ocasión en que la expresión "juicio investigador" es usada.
La exposición más clara de la doctrina del Juicio investigador fue dada en el capítulo "El juicio investigador" del libro El Conflicto de los siglos de Ellen G. White.

### Interpretación perfeccionista
Para los primeros adventistas, el juicio investigador estaba íntimamente relacionado con su entendimiento de la salvación con su fuerte énfasis en el libre albedrío y el desarrollo del carácter. Ellos creían que el final de juicio investigador (el cierre de la prueba) marcará un tiempo antes de la segunda venida de Jesús, cuando toda la humanidad habrá hecho su decisión final a favor o en contra de Dios. Los cristianos que se encuentren vivos en ese tiempo permanecerán en el estado espiritual en que se encuentren, debido al trabajo de sellamiento del Espíritu Santo como una evidencia de una relación con Jesús y obediencia a sus mandamientos.  Por lo tanto, se entendía que la "purificación del Santuario celestial" por Cristo durante el juicio investigador incluía también una "purificación" paralela de sus vidas en la Tierra.

Mientras se prosigue el juicio investigador en el cielo, mientras que los pecados de los creyentes arrepentidos son quitados del santuario, debe llevarse a cabo una obra especial de purificación, de liberación del pecado, entre el pueblo de Dios en la tierra.
White (1954, p. 479)

Alrededor del año 1900 se levantó un poco de confusión sobre la interpretación de un párrafo en el libro "El conflicto de los siglos" de Ellen White, donde dice:

Los que vivan en la tierra cuando cese la intercesión de Cristo en el santuario celestial deberán estar en pie en la presencia del Dios santo sin mediador. Sus vestiduras deberán estar sin mácula; sus caracteres, purificados de todo pecado por la sangre de la aspersión. Por la gracia de Dios y sus propios y diligentes esfuerzos deberán ser vencedores en la lucha con el mal.
White (1954, p. 479)

Esta cita aparentaba enseñar una soteriología escatológica basada en obras. Por lo que, entre algunas personas al interior de la iglesia, surgió la idea de que el estado de perfecta santidad sería alcanzado por una generación final antes del retorno de Jesús. Esto llevó al surgimiento de una corriente de adventistas del séptimo día que se puede describir como los "perfeccionistas sin pecado"  y que hoy se conoce como adventismo histórico. Esto incluye miembros de iglesia, escritores, predicadores y ministerios independientes.
Este entendimiento perfeccionista fue expuesto por M. L. Andreasen, en su teología de la perfección de la "última generación", la cual fue rechazada por la corriente principal de la iglesia desde 1959 en adelante.

### Surgen las críticas
Raymond Cottrell escribió que el juicio investigador ha recibido "más críticas y debate, tanto por adventistas como no-adventistas, que todas las otras facetas de su sistemas de creencias combinadas".
En 1887, Dudley M. Canright, pastor de la iglesia, cuestionó la doctrina internamente. Decidió dejar la iglesia y posteriormente se volvió uno de sus más acérrimos críticos. Cottrell escribe que Canright fue el "primer líder de la iglesia en cuestionar la doctrina del santuario". En su bien reconocida obra Seventh-Day Adventism Renounced [Renuncia al adventismo del séptimo día],Canright (1889, p. 128) considera que "la idea adventista de un santuario en el cielo es un disparate".
Albion Fox Ballenger fue apostató alrededor de 1905, y más tarde publicó sus enseñanzas de que el día de la expiación había comenzado en el cielo con la cruz, descartando así la posibilidad de un juicio investigador que comenzara en 1844. De acuerdo a Tarling, la doctrina evolucionó como una reacción en contra del punto de vista que sostenía Ballenger.